# Les Gens de Mogador
Pour les articles homonymes, voir Mogador (homonymie).
Les Gens de Mogador est une série télévisée franco-germano-helvético-canadienne en treize épisodes de 55 minutes chacun, écrite et réalisée par Robert Mazoyer d'après la saga romanesque d'Élisabeth Barbier, diffusée pour la première fois du 18 décembre 1972 au 15 février 1973 sur la deuxième chaîne de l'ORTF. Lors de la diffusion de la version restaurée en 1995, France 2 a redécoupé la série en six épisodes de 100 minutes chacun, ce qui ampute l'oeuvre de près de deux heures (115 minutes) de métrage et rend certaines situations incompréhensibles.
En Belgique, la série est diffusée à partir du 19 décembre 1973 sur la RTB, chaîne de télévision francophone belge.
Au Québec, la série a été diffusée à partir du 12 octobre 1973 à la Télévision de Radio-Canada.

## Synopsis
Julia Angellier est la fille aînée d'un monarchiste convaincu. Elle aime Rodolphe Vernet, le fils d'un colonel bonapartiste. Pour son père, c'est un amour inacceptable, mais la jeune femme est déterminée et Rodolphe, fou de passion. La série relate la saga familiale entre le Second Empire et la Seconde Guerre mondiale, saga émaillée des conséquences des guerres, des jalousies, des maladies, des amours contrariées et des grands bonheurs sur plusieurs générations, avec, au centre, la propriété familiale de Mogador dans le sud de la France.

## Fiche technique
- Titre : Les Gens de Mogador
- Réalisation : Robert Mazoyer
- Scénario : Robert Mazoyer, d'après le roman éponyme d'Élisabeth Barbier
- Photographie : Henri Decomps, Janos Klagywick
- Musique originale : Charles Court, Jean Wiéner (le générique est chanté par Danielle Licari), Charles Gounod (un extrait de son opéra, Mireille, est interprété par Jeannette Vivalda)
- Sociétés de production : ORTF, Telfrance
- Société de distribution : ORTF
- Pays :  France /  Allemagne /  Suisse /  Canada
- Langue : français
- Format : couleurs - 35 mm - 1,33:1 - son mono
- Nombre d'épisodes : 13 (en une seule saison)
- Durée : 55 minutes (durée totale : 11 h 55 min)
- Date de première diffusion :  France : à partit du 18 décembre 1972

## Distribution
- Marie-José Nat : Julia Angellier Vernet
- Jean-Claude Drouot : Rodolphe Vernet
- Marie-France Pisier : Ludivine Peyrissac Vernet
- André Laurence : Frédéric Vernet
- Brigitte Fossey : Dominique Vernet
- Paul Barge : Numa Vernet
- Dominique Vilar : Adrienne Vernet Guillermin
- Bernard Rousselet : Hubert Vernet
- Renée Faure : Constance de Sauzade Angellier
- Lyne Chardonnet : Herminie Béraud
- Elisabeth Flickenschildt (VF 2e doublage 1995 : Jacqueline Porel[4]) : Élodie Richard-Lacroix Vernet
- François Simon : Alfred Angellier
- Ruth Maria Kubitschek : Félicité Peyrissac
- Rachel Cathoud : Olympe de Sauzade Baze
- Gilberte Rivet : Philomène Riquelme
- Raymond Jourdan : Ernest Riquelme
- Martine Chevallier : Amélia Vernet
- Isa Mercure : Sophie Angellier
- Jean-Pierre Dorat : Antoine Vernet
- Eckart Eschauer : Constant Angellier
- Juliette Mills : Laure Cabanis Vernet
- Fabrice Rouleau : Henri Vernet
- André Chanal : Raoul Vernet
- Gérard Chevalier : Dr Charles Guillermin
- Iris Berben (VF 2e doublage 1995 : Claire Guyot[4]) : Isabelle Vernet
- Lyvia Bauer (VF 2e doublage 1995 : Barbara Tissier[4]) : Anne Vernet de Barcarin
- Régine Teyssot : Christine Vernet Marquet-Rageac
- Bernard Jeantet : François Vernet
- Christian Roy : Georges Vernet
- Mariannick Revillon : Madeleine Brun Vernet
- Christine Wodetsky (VF 2e doublage 1995 : Frédérique Tirmont[4]) : Alice Frauenhöffer Vernet
- Jacques Lalande : Gaston Baze
- Xavier Macary : Jean Arnal
- François Devienne : Gaspard de Barcarin
- Catherine Laborde : Henriette Royer Vernet
- Nathalie Nerval : Émilie Angellier de Clarens
- Julien Thomast : Louis Bresson
- Marc di Napoli : Laurent Vernet
- Jean Fontaine : Arsène Peyrissac
- Paul Savatier : Dr Lapierre
- Reine Mazoyer : Lucie Aillaud Vernet
- Monique Garnier : Blanche Angellier Vernet
- Jean Deléaz : Constant Angellier
- Nicole Pescheux : Dorothée Eysséric Angellier
- Georges Russo : Victor
- Edith Marsel : Eugénie
- Gilette Barbier : Pierroune
- Raymond Baillet : le notaire
- Jean Dalmain : le banquier
- Bernard Charlan : Paul Cabasse
- Nathalie Drivet : Caroline Vernet
- Anne Lonnberg : Estelle Jonquéras
- Sandrine Chenivesse : Amélia Vernet enfant
- Frédéric Frisdal : Cyprien Vernet
- Richard Martin : Trestaillon
- Jacques Villa : Amaury Gagnaire
- Bernard Spiegel : Victor 1
- Danièle Croisy : Berthe
- Charles Maffei : Frédéric enfant
- Julien Mazoyer : Hubert enfant
- Anne Trescartes : Adrienne enfant
- Véronique Palloc : Dominique enfant
- Frédéric Mansoni : François enfant
- Yves Favier : Le Baile
- Serge Vincent : Léon Vernet / un crieur de journaux
- Véronique Alain : Marguerite de Clarens
- Bernard Saint-Jacques : Camille Demazières
- Dominique Jourdan : Mme Gregut
- Jenny Hélia : Mathilde
- Nathalie Mahiguan : Mireille
- Françoise Millan : Sandrine
- Brigitte Borel : Antoinette
- Claudine Delvaux : Louise / une religieuse
- Dominique Dullin : la mère supérieure
- Anne Kerylen : une religieuse
- Colette Régis: une religieuse
- Yvonne Gamy : la gardienne de La Gloriette
- Michel Gudin : le médecin
- Jean Brun : le maire
- Jean-Jacques Douvaine : le fonctionnaire de l'hôtel de ville
- Albert Manach : le maire
- Pierre Lombrage : l'adjoint au maire
- Mireille Orsini : la femme du maréchal-ferrant
- Robert Orsini : le curé du village
- Jean Bejean : un curé
- Edmond Trabuc : un curé
- Grégory Knopp : un vieux sportif
- Jean Rostand : un vieux sportif
- Jean Wiéner : le pianiste du cinéma
- Michel Mella : un soldat
- Roger Miremont : un soldat
- Jean-Loup Wolff : un soldat

## Arbre généalogique des familles Vernet et Angellier
Note : Certains éléments de cet arbre généalogique donnent des informations sur la série.
Cette généalogie est élaborée à partir de l'arbre généalogique publié dans le roman d'Élisabeth Barbier. L'histoire du roman se situe entre 1850 et 1943 ; quant à l'adaptation télévisée, elle prend en compte la période 1850-1924, avec quelques aménagements (par exemple : Julia meurt en 1903 au lieu de 1914, ce qui prive de la complicité établie avec Ludivine, du sort d'Henri Vernet, du lien entre Laure Cabanis et Ludivine, etc.).

### Famille Vernet (domaines de Mogador et de Tourvieille)
Armand Vernet (1778-1854) ∞ Élodie Richard-Lacroix (1797-1879)
- Rodolphe Vernet (1825-1875) ∞ Julia Angellier (1834-1914)

1. Cyprien (1856-1861)[a]
2. Amélia (1856-1876)[b]
3. Henri (1859-1887)[c]
Dans l'adaptation télévisée, amoureux éconduit d'Estelle Jonquéras, il quitte Mogador pour fuir son chagrin d'amour. Sa mort (ou son départ) font de Frédéric l'héritier du domaine de Mogador, qu'il gérera jusqu'à sa mort dans un accident de voiture. Ludivine, inconsolable, sombrera alors dans un profond désespoir. Le coup de grâce lui sera donné en 1917, par les morts successives de Christine et de François, deux de ses enfants.
4. Frédéric (1864-1913)[d] ∞ Ludivine Peyrissac (1874-1918)
  1. Isabelle (1891-) ; entre au couvent le lendemain de ses 20 ans.
  2. Anne (1893-) ∞ Gaspard de Barcarin (1888-)[e]
    1. Jean (1919-)
    2. Édith (1923-)

  3. Christine (1895-1917) ∞ en 1916 Alban Marquet-Rageac (1889-).
Il est médecin, elle est infirmière, ils partent au front pendant la Grande Guerre. Victime d'une septicémie à la suite d'une fausse couche, elle meurt quelques mois seulement après son mariage.
  4. François (1898-1917)
Héritier tant attendu, il part au front et meurt un mois après, laissant sa mère, Ludivine, inconsolable.
  5. Dominique (1898-), jumelle de François.
À la mort de sa mère, elle se retrouve seule pour gérer le domaine de Mogador : sa sœur aînée est au couvent, la deuxième en Amérique, et Christine et François, comme leur père, sont morts. Amoureuse de Numa Vernet, son petit-cousin, elle vivra avec lui une histoire d'amour (adultère) pendant vingt-quatre ans.
5. Adrienne (1866-) ∞ Charles Guillermin (1857-1932)
Après avoir élevé les enfants de Frédéric et Ludivine, elle se marie tardivement, avec le docteur Guillermin, veuf et père de deux jeunes enfants, Claire et Maxime.
6. Hubert (1871-1932) ∞ Madeleine Brun (1891-)
Amoureux de sa belle-sœur Ludivine, il part faire la guerre du Transvaal en Afrique du Sud, pendant trois ans, pour fuir cet amour impossible. À son retour, il s'installe à la Gloriette, mas des Peyrissac que lui avait donné Ludivine en échange de ses droits sur Mogador. Marié et père, il aura toujours du mal à vraiment aimer sa femme et son fils.
  1. Frédéric (1913-)

- Antoine Vernet (1836-1897) ∞ Lucie Aillaud (1839-1896)

1. Raoul (1860) ∞ Laure Cabanis (1868) 
  1. Numa (1888-1943) ∞ Alice Frauenhöfer (1899) 
    1. Michel (1920-)

Numa est amoureux de sa petite-cousine Dominique, mais doit épouser Alice Frauenhöfer car elle est enceinte de lui. Peu après la naissance de son fils, Numa entame une liaison extra-conjugale avec Dominique jusqu'en 1943, où il est tué du fait de son appartenance à la Résistance.
  2. Agnès (1891-) ∞ Henri Fauvelly (1886-)
    1. Pierre (1912-)
    2. Miette (1920-)

  3. Lucien (1898-) ∞ Marie Estellon (1908-)
    1. Marie-Laure (1927-)
    2. Jean-Loup (1930-)
2. Georges (1862-1923). Artiste peintre, il s'installe à Paris.
3. Léon (1870-) ∞ Blanche Angellier  (1875-)
  1. Laurent (1895-) ∞ Henriette Royer[f] (1900-)
    1. Constance (1922-)
    2. Edmond (1925-)

  2. Antoinette (1898-) ∞ Roger Dutrieux (1892-) 
    1. Georges (1923-)
4. Caroline (1872-). Restée célibataire, elle part vivre avec son frère Georges à Paris.

### Famille Angellier (domaine de La Sarrazine)
Alfred Angellier (1798-1858) ∞ Constance de Sauzade (1817-1879)
1. Julia Angellier (1834-1914) ∞ Rodolphe Vernet (1825-1875)
  1. (voir ci-dessus)
2. Constant Angellier (1835-1924) ∞ Dorothée Eysséric (1849-1875)[g]
  1. Edmond (1866-1900)[h] Caroline Vernet en est amoureuse.
  2. Émilie (1868-) ∞ Julien de Clarens (1861-1900)[i]
    1. Marguerite (1894-) ∞ Jean Hirigaray (1893-)
      1. Yvonne (1920-)
      2. Robert (1923-)

  3. Blanche (1875-) ∞ Léon Vernet (1870-) 
    1. (voir ci-dessus)
3. Sophie Angellier (1843-1905). Célibataire, elle élèvera les enfants de son frère Constant, après la mort de sa femme en 1875.

### Autres personnages
Olympe de Sauzade Baze est la cousine de Julia Angellier. Elle est mariée avec Gaston Baze. Elle meurt noyée, avec son bébé, lors d'une importante inondation du Rhône en 1856.
Philomène et Ernest Riquelme sont des domestiques de Julia et Rodolphe. Ils ont deux fils, dont Éloi Riquelme, mort à la guerre de 1870, à l'âge de 19 ans. Ernest aussi meurt au front durant cette guerre.
Félicité et Arsène Peyrissac sont des amis de Julia et Rodolphe, et le mas La Gloriette leur appartient. Leur fils unique, Octave, meurt dans un accident de train avec sa femme, Adélaïde, laissant une orpheline de 3 ans, Ludivine Peyrissac, qui sera élevée au couvent après la mort de ses grands-parents. Ludivine hérite de La Gloriette sans la connaître, n'ayant pu y grandir. Mariée à Frédéric Vernet, héritier de Mogador, elle n'a pas la possibilité de s'occuper de deux propriétés et offre La Gloriette à Hubert Vernet, frère benjamin de Frédéric, en compensation de ses droits sur Mogador.
Herminie Béraud est une amie de couvent de Julia, et la cousine de Félicité Peyrissac.

## Autour de la série
- Après trois diffusions (1972, 1975 et 1979), la série est condensée en une version de dix heures (600 minutes au lieu de 715) pour la rediffusion de 1995 et l'édition en vidéo. De ce fait, certains personnages disparaissent comme celui de Dorothée (Nicole Pescheux).
- Jean-Claude Drouot prend beaucoup de poids pendant le tournage de la série et fait oublier son personnage très svelte de la série Thierry la Fronde, elle-même issue de l'ORTF.
- On ne voit plus Marie-José Nat (Julia) après le sixième épisode, alors que son personnage est évoqué dans les premiers épisodes avec Marie-France Boyer. Il est indiqué plusieurs fois que Julia est souffrante et reste dans sa chambre. Dans le 9e épisode, pour une scène avec Marie-France Pisier et Bernard Rousselet, on voit le personnage de Julia de dos. Ce n'est pas la voix de Marie-José Nat que l'on entend mais celle d’une figurante. Plus tard, lorsqu'Hubert se marie, son épouse Madeleine (Mariannick Revillon) rencontre Julia, mais le téléspectateur n'entend qu'une voix et devine une silhouette.
- La série reçoit un très bon accueil lors de sa diffusion aussi bien en France qu'en Belgique, Suisse et au Québec.
- La série est filmée intégralement en couleurs, avec un son stéréo, et non mono, fait rare pour une série française à l'époque.
- Le dépassement des coûts de production contraint à une réduction du nombre des figurants et à des tournages en studio pour les derniers épisodes avec Brigitte Fossey.
- Les extérieurs du domaine de Mogador ont été tournés au château d'Estoublon, sur la commune de Fontvieille (Bouches-du-Rhône).
- Le réalisateur Robert Mazoyer a adapté partiellement le roman Dominique. Il se termine après trois épisodes (11 à 13) en 1925 par la rupture entre Dominique et Numa, ce dernier présenté comme un lâche. Le roman qui fait 873 pages se termine en 1943 par la mort de Numa tué par les Allemands, alors qu'il est résistant.